# مايك أدينوجا
مايك أدينوجا (بالإنجليزية: Mike Adenuga)‏ (29 أبريل 1953) هو رجل أعمال ملياردير نيجيري، وثاني أغنى شخص في نيجيريا. يمتلك مايك أدينوجا شركة غلوباكوم وهي ثاني أكبر مشغل للاتصالات في نيجيريا وتتواجد أيضا في غانا وبنن. ويمتلك أيضا يمتلك حصص في بنك «إيكوتوريال تراست بانك» وشركة التنقيب عن النفط «كون-أويل». وقدرت فوربس قيمة ثروته الصافية 5.8 مليار دولار عام  2017 مما يجعله ثاني أغنى النيجيريين خلف رجال الأعمال أليكو دانغوتي.